# Carlos Asensio Cabanillas
Carlos Asensio Cabanillas   (Madrid, 14 de novembre de 1896 - Madrid i carrer de Blasco de Garay, 1969) va ser un militar espanyol que va participar en la revolta militar contra el govern de la II República que va donar origen a la Guerra Civil espanyola, amb el grau de tinent coronel, en la qual va tenir un destacat protagonisme, la qual cosa li va valer l'ascens a tinent general.

## Biografia
Amb quinze anys es va incorporar a l'Acadèmia d'Infanteria, que el va destinar a l'Exèrcit d'Àfrica, on va combatre les rebel·lions rifenyes al comandament d'un batalló de Regulars i va ser nomenat comandant en cap de les Forces Regulars Indígenes de Melilla.
Durant la Guerra civil espanyola, després del Cop d'estat de juliol de 1936, Asensio Cabanillas i el coronel Sáenz de Buruaga van assegurar fàcilment el domini de Tetuan per als rebels. En el primer mes de la guerra la seva columna, a les ordres del tinent coronel Juan Yagüe, va realitzar extraordinaris avanços des de Sevilla a Madrid, i va prendre a l'assalt les ciutats de Badajoz, Toledo i Talavera, on les seves unitats es van destacar pel seu especial sadisme, continuades d'una brutal repressió que va tenir el seu punt culminant amb la massacre de Badajoz, on van executar a unes 4.000 persones. Segons detalla l'historiador Paul Preston a L'holocaust espanyol durant la presa d'Almendralejo:
| « | ...D'acord amb els informes de la premsa, més de mil persones (d'elles 100 dones) van ser afusellades en aquesta localitat maleïda. Abans dels afusellaments, a moltes dones les van violar i a d'altres les van rapar el cap i les van obligar a beure oli de ricí. Als homes els donaven a escollir: a Rússia o a la Legió. Rússia significava execució. | » |

Asensio acabaria sent ministre de l'Exèrcit i cap de la Casa Militar de Franco, un seu amic personal segons Preston. El seu sagnant avanç cap a la Ciutat Universitària, durant la batalla de Madrid, va marcar el major avanç del Bàndol nacional cap a la ciutat fins al final de la guerra en el que serà batalla de la Ciutat Universitària de Madrid. Ja com coronel i durant la batalla del Jarama, la seva columna va encapçalar l'atac a l'altre costat del riu, però es va estancar davant la resistència de les Brigades Internacionals.
Després de la guerra durant dictadura franquista ocuparia importants llocs militars o polítics: Alt Comissari d'Espanya al Marroc, ministre de l'Exèrcit (1942-1945), cap de l'Alt Estat Major, capità general de Balears, cap de la Casa Militar de Franco i procurador a les Corts.

## Imputació en la causa contra el franquisme
Va ser un dels trenta-cinc alts càrrecs del franquisme imputat per l'Audiència Nacional en el sumari instruït per Baltasar Garzón, pels delictes de detenció il·legal i crims contra la humanitat comesos durant la Guerra civil espanyola i els primers anys del règim, i que no va ser processat en comprovar-se la seva defunció.

## Condecoracions
Va ser condecorat amb la Medalla Militar Individual. En complir-se el XX aniversari del cop d'estat, li va ser atorgada la Gran Creu de l'Orde de Cisneros al mèrit polític. Fins al 2016 va romandre fill adoptiu de València, quan el nou govern va proposar la retirada d'honors franquistes, en acord amb la Llei de Memòria Històrica, després d'anys d'incompliment pel Partit Popular.